# Gnomon

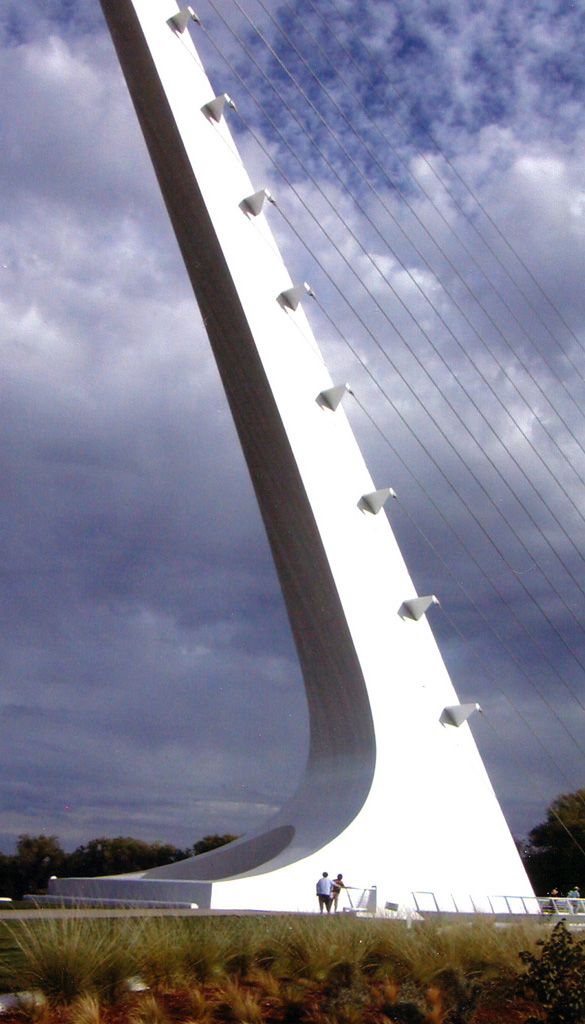
Pylonen till snedkabelbron över Sacramentofloden i Redding, Kalifornien, bildar ett stort gnomon.

Gnomon (γνώμων) är ett ord i klassisk grekiska med betydelsen "den insiktsfulle", ”visare” eller "avslöjare", från ur-indoeuropeiska språket gnō-, ”att veta”. Dess vanligaste betydelse är den del i ett solur som kastar skuggan.